# Devgadbaria
Devgadbaria é uma cidade e um município no distrito de Dohad, no estado indiano de Gujarat.

## Demografia
Segundo o censo de 2001, Devgadbaria tinha uma população de 19 201 habitantes. Os indivíduos do sexo masculino constituem 51% da população e os do sexo feminino 49%. Devgadbaria tem uma taxa de literacia de 61%, superior à média nacional de 59,5%: a literacia no sexo masculino é de 70% e no sexo feminino é de 53%. Em Devgadbaria, 15% da população está abaixo dos 6 anos de idade.